# Franciscanes Missioneres de la Immaculada Concepció
Les Franciscanes Missioneres de la Immaculada Concepció són una congregació religiosa de germanes, institut de perfecció de dret pontifici, fundada el 1859 per Anna Maria Ravell i Barrera i dedicada a l'ensenyament i l'apostolat. Les seves membres fan servir les sigles F.M.I.C.
No s'han de confondre amb la congregació de les Missioneres de la Immaculada Concepció, fundada per una altra germana de la congregació on havia ingressat Anna Ravell.

## Història
Anna Maria Ravell i Barrera (1819 - 1893), germana de la Sagrada Família de Bordeus a Mataró, havia començat com a ajudant mestra al col·legi La Concepció del Masnou. Abandonà la comunitat per exercir magisteri de nenes i dones, ensenyà en diverses escoles i ingressà a l'Orde Tercer de Sant Francesc.
Passats uns anys, amb tres companyes que compartien la seva idea d'apartar la dona de la marginació mitjançant l'educació, amb unes companyes i l'ajut del seu cosí, Pascual Ravell, catedràtic del Seminari de Barcelona, obren una escola per a nenes a la Garriga, en 1857. Hi comptà amb la col·laboració de Ramon Boldú i Nogués, franciscà exclaustrat al servei de la diòcesi de Barcelona.
Ravell i Boldú van veure que el problema més greu era la progressiva descristianizació de la joventut i decidiren de formar una nova congregació religiosa que s'hi dediqués, en el marc del Tercer Orde Franciscà. El 3 de març de 1859, Anna M. Ravell i tres companyes, Dolors Roca, Maria Parcerisas i Margarita Candelich, funden la societat civil Col·legi de la Concepció, obligant-se a viure en comunitat durant deu anys, ja que la legislació vigent prohibia de fundar noves congregacions religioses. L'agost vestiren l'hàbit de les Terciàries Franciscanes, i un any després, passat el noviciat, demanen al comissari provincial franciscà d'ésser admeses a la professió de la regla.
El 30 d'octubre de 1859, a la parròquia de Sant Esteve de la Garriga, es constitueix l'Institut de Franciscanes Missioneres de la Immaculada Concepció, fundat per Ravell i Boldú. El reconeixement diocesà del seu institut vingué quan l'Estat torna a permetre noves congregacions religioses: el 12 de març de 1869 el bisbe de Barcelona dona el decret d'aprovació de l'institut.
Després de tres anys de mestra en la seva escola privada, el 1860 Ravell pren possessió de l'escola pública de la Garriga, a petició de l'Ajuntament, però el 1870 és destituïda del càrrec per haver-se negat a acatar la constitució de 5 de juny de 1869, que en el seu article 21, proclamava la llibertat de cultes i prohibia l'admissió de novícies en els nous instituts, actitud contrària a la de l'Església Catòlica. La separació de l'escola pública desemboca en l'expansió del seu institut: en pocs anys, sota el seu lema "Tota fundació religiosa començada amb senzillesa i santa pobresa té segura la seva fermesa", Ravell obre dotze cases. El 1883 envia les germanes a les missions del Marroc i cinc anys més tard es dediquen a la cura dels malalts a l'Hospital Espanyol de Tànger.
La Santa Seu reconeix l'obra i el papa Lleó XIII concedeix el decret de lloança a la fundació el juliol de 1891.

## Activitat i difusió
Les Franciscanes Missioneres es dediquen a l'ensenyament de la joventut, però també a l'apostolat sanitari, sobretot en asils i residències de gent gran, i a l'apostolat missioner: tenen missions al Marroc i alguns estats d'Hispanoamèrica (Perú, Bolívia i Argentina).
A Espanya, esten difoses principalment a Catalunya, amb algunes cases al País Basc i Alacant. En 2010 tenien 146 germanes, mentre que en 1973 eren 325 i en 2000, 191.